# Championnat d'Angleterre de football 1974-1975
Navigation
Édition précédente Édition suivante
La 76e édition du championnat d'Angleterre de football est remportée par Derby County. Le club de Derby finit deux points devant Liverpool FC et gagne son second titre de champion d'Angleterre.
Derby County se qualifie pour la Coupe des clubs champions en tant que champion d'Angleterre. West Ham United, vainqueur de la coupe se qualifie pour la Coupe des vainqueurs de coupe. Liverpool FC, Ipswich Town, Everton FC se qualifient pour la Coupe UEFA au titre de leur classement en championnat. Aston Villa, équipe de deuxième division, les accompagne en Coupe UEFA comme vainqueur de la Coupe de la ligue anglaise de football.
Le système de promotion/relégation ne change pas : descente et montée automatique, sans matchs de barrage pour les trois derniers de première division et les trois premiers de deuxième division. À la fin de la saison Carlisle United, Chelsea et Luton Town, sont relégués en deuxième division. Ils sont remplacés par Manchester United, Aston Villa et Norwich City.
L'attaquant anglais Malcolm Macdonald, de  Newcastle United, remporte le titre de meilleur buteur du championnat avec 21 réalisations.

## Les clubs de l'édition 1974-1975
| Club                                  | Ville               |
| ------------------------------------- | ------------------- |
| Arsenal Football Club                 | Londres             |
| Birmingham City Football Club         | Birmingham          |
| Burnley Football Club                 | Burnley             |
| Carlisle United Football Club         | Carlisle            |
| Chelsea Football Club                 | Londres             |
| Coventry City Football Club           | Coventry            |
| Derby County Football Club            | Derby               |
| Everton Football Club                 | Liverpool           |
| Ipswich Town Football Club            | Ipswich             |
| Leeds United Football Club            | Leeds               |
| Leicester City Football Club          | Leicester           |
| Liverpool Football Club               | Liverpool           |
| Luton Town Football Club              | Luton               |
| Manchester City Football Club         | Manchester          |
| Middlesbrough Football Club           | Middlesbrough       |
| Newcastle United Football Club        | Newcastle upon Tyne |
| Queens Park Rangers Football Club     | Londres             |
| Sheffield United Football Club        | Sheffield           |
| Stoke City Football Club              | Stoke-on-Trent      |
| Tottenham Hotspur Football Club       | Londres             |
| Wolverhampton Wanderers Football Club | Wolverhampton       |
| West Ham United Football Club         | Londres             |

## Classement
| Rang | Équipe                  | Pts | J  | G  | N  | P  | Bp | Bc | Diff |
| ---- | ----------------------- | --- | -- | -- | -- | -- | -- | -- | ---- |
| 1    | Derby County            | 53  | 42 | 21 | 11 | 10 | 67 | 49 | +18  |
| 2    | Liverpool               | 51  | 42 | 20 | 11 | 11 | 60 | 39 | +21  |
| 3    | Ipswich Town            | 51  | 42 | 23 | 5  | 14 | 66 | 44 | +22  |
| 4    | Everton                 | 50  | 42 | 16 | 18 | 8  | 56 | 42 | +14  |
| 5    | Stoke City              | 49  | 42 | 17 | 15 | 10 | 64 | 48 | +16  |
| 6    | Sheffield United        | 49  | 42 | 18 | 13 | 11 | 58 | 51 | +7   |
| 7    | Middlesbrough           | 48  | 42 | 18 | 12 | 12 | 54 | 40 | +14  |
| 8    | Manchester City         | 49  | 42 | 18 | 12 | 14 | 54 | 54 | 0    |
| 9    | Leeds United            | 45  | 42 | 16 | 13 | 13 | 57 | 49 | +8   |
| 10   | Burnley                 | 45  | 42 | 17 | 11 | 14 | 68 | 67 | +1   |
| 11   | Queens Park Rangers     | 42  | 42 | 16 | 10 | 16 | 54 | 54 | 0    |
| 12   | Wolverhampton Wanderers | 39  | 42 | 14 | 11 | 17 | 57 | 54 | +3   |
| 13   | West Ham United         | 39  | 42 | 13 | 13 | 16 | 58 | 59 | -1   |
| 14   | Coventry City           | 39  | 42 | 12 | 15 | 15 | 51 | 62 | -11  |
| 15   | Newcastle United        | 39  | 42 | 15 | 9  | 18 | 59 | 72 | -13  |
| 16   | Arsenal                 | 37  | 42 | 13 | 11 | 18 | 47 | 49 | -2   |
| 17   | Birmingham City         | 37  | 42 | 14 | 9  | 19 | 53 | 61 | -8   |
| 18   | Leicester City          | 36  | 42 | 12 | 12 | 18 | 46 | 60 | -14  |
| 19   | Tottenham Hotspur       | 34  | 42 | 13 | 8  | 21 | 52 | 63 | -11  |
| 20   | Luton Town              | 33  | 42 | 11 | 11 | 20 | 47 | 65 | -18  |
| 21   | Chelsea                 | 33  | 42 | 9  | 15 | 18 | 42 | 72 | -30  |
| 22   | Carlisle United         | 29  | 42 | 12 | 5  | 25 | 43 | 59 | -16  |

|  | Champion d'Angleterre |
|  | Relégation            |

## Affluences
| #  | Club                    | Stade            | Affluence moyenne sur la saison | Variation |
| -- | ----------------------- | ---------------- | ------------------------------- | --------- |
| 1  | Liverpool FC            | Anfield          | 45 966                          | + 8,6 %   |
| 2  | Everton FC              | Goodison Park    | 40 021                          | + 13,2 %  |
| 3  | Leeds United            | Elland Road      | 34 822                          | - 9,9 %   |
| 4  | Newcastle United        | St James' Park   | 34 614                          | + 5,3 %   |
| 5  | Manchester City         | Maine Road       | 32 898                          | + 7 %     |
| 6  | Birmingham City         | St Andrew's      | 30 854                          | - 6,6 %   |
| 7  | West Ham United         | Upton Park       | 29 872                          | + 5,2 %   |
| 8  | Middlesbrough           | Ayresome Park    | 28 605                          | D2        |
| 9  | Arsenal FC              | Highbury         | 28 315                          | - 6,3 %   |
| 10 | Chelsea FC              | Stamford Bridge  | 27 396                          | + 5,4 %   |
| 11 | Stoke City              | Victoria Ground  | 27 011                          | + 25,1 %  |
| 12 | Derby County            | Baseball Ground  | 26 719                          | -3,8 %    |
| 13 | Tottenham Hotspur       | White Hart Lane  | 26 458                          | + 1,3 %   |
| 14 | Ipswich Town            | Portman Road     | 24 924                          | + 11,4 %  |
| 15 | Leicester City          | Filbert Street   | 23 765                          | - 4,3 %   |
| 16 | Wolverhampton Wanderers | Molineux Stadium | 23 405                          | - 8,6 %   |
| 17 | Sheffield United        | Bramall Lane     | 23 555                          | - 1,6 %   |
| 18 | Queens Park Rangers     | Loftus Road      | 20 394                          | - 10,8 %  |
| 19 | Burnley                 | Turf Moor        | 19 641                          | - 4,8 %   |
| 20 | Coventry City           | Highfield Road   | 19 100                          | - 18 %    |
| 21 | Luton Town              | Kenilworth Road  | 17 396                          | D2        |
| 22 | Carlisle United         | Brunton Park     | 14 530                          | D2        |

## Bilan de la saison
| Tableau d'Honneur                          |                 |
| Compétition                                | Vainqueur       |
| Championnat d'Angleterre de football       | Derby County    |
| Coupe d'Angleterre de football             | West Ham United |
| Coupe de la Ligue d’Angleterre de football | Aston Villa     |
| Charity Shield                             | Liverpool FC    |

| Promotions et relégations |                                            |
| Promus                    | Manchester United Aston Villa Norwich City |
| Relégués                  | Luton Town Carlisle United Chelsea FC      |

## Meilleur buteur
Avec 21 buts, Malcolm Macdonald, attaquant anglais qui joue à Newcastle United, remporte son premier titre de meilleur buteur du championnat.